# ADD (instruction)
Pour les articles homonymes, voir ADD.
ADD est une instruction utilisée par certaines calculatrices programmables ainsi que dans certains langages informatiques, par exemple, dans le langage cobol ou certains assembleurs.
Elle consiste à additionner deux ou plusieurs valeurs, deux registres en assembleur, ou deux variables ou plus en Cobol, par exemple :
```
ADD X, Y, Z GIVING TOTAL
ADD MONTANT TO RESULTAT
```